# Die Hauptmannstochter
Die Hauptmannstochter (russisch Капитанская дочка Kapitanskaja dotschka) ist ein historischer Roman des russischen Nationaldichters Alexander Puschkin. Dieses letzte Prosawerk des Poeten erschien 1836 im vierten Band der Literaturzeitschrift Sowremennik. Puschkin hatte mehr als dreieinhalb Jahre am Text gearbeitet. Im Jahr 1848 brachten zwei deutsche Übersetzer ihre Fassungen heraus – Christian Gottlob Tröbst in Jena und Wilhelm Wolfsohn in Leipzig.
Die Erzählung spielt im Jahr 1774 und verknüpft die Ereignisse beim Aufstand des Don-Kosaken Jemeljan Pugatschow mit der Liebe zwischen dem jungen adeligen Offiziersanwärter Pjotr Grinjow, der am Ufer des Jaik eingesetzt wird, sich in die Hauptmannstochter Mascha verliebt und sich gegen seinen Nebenbuhler Schwabrin behaupten muss.

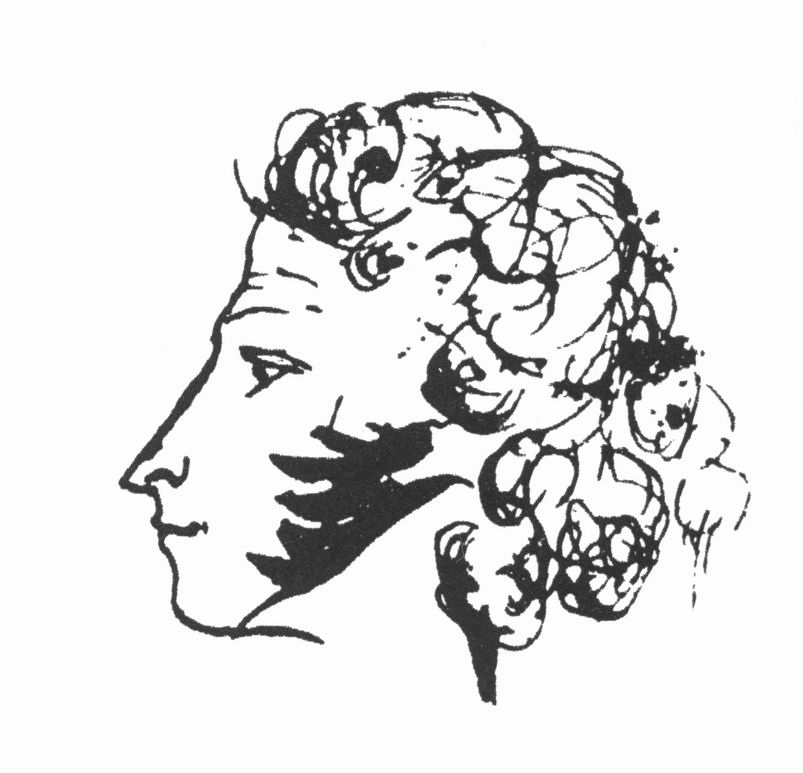
Selbstporträt 1829: Alexander Puschkin

## Entstehung
Im Herbst 1833 schloss Puschkin seine Geschichte Pugatschows ab und entwarf Die Hauptmannstochter. Anfang 1833 war Puschkin bei Archivstudien auf die Geschichte eines Adeligen im Umkreis Pugatschows gestoßen, den er sowohl als Grinjow als auch als Schwabrin gestaltete. Eine wichtige literarische Vorlage war der Text Rasskaz mojej babuški (Die Geschichte meiner Großmutter) von Alexander Pawlowitsch Krjukow (1803–1833).

## Inhalt

### Bericht des Augenzeugen Pjotr Grinjow
Der Ich-Erzähler Pjotr Andrejewitsch Grinjow wird als Edelmann und Sergeant des Semjonowskij-Garde-Regiments im Gouvernement Simbirsk geboren. Die Eltern leben dort auf einem Gut von der Arbeit dreihundert leibeigener Bauern. Der Vater hatte es früher unter dem Grafen Münnich zum Premiermajor gebracht. Als einziges von neun Kindern hatte Pjotr das Säuglingsalter überlebt. Ab dem fünften Lebensjahr wird der Reitknecht Archip Saweljew sein Erzieher. Saweljitsch, wie der ergraute Knecht genannt wird, weicht dem Helden Pjotr über den ganzen Roman hinweg nicht von der Seite. Saweljitsch bringt dem Zwölfjährigen das Lesen und Schreiben in Russisch bei und Monsieur Beauprès, ein ehemaliger Offizier, führt den Jungen in die Anfangsgründe des Degenfechtens ein.
Der 17-jährige Pjotr wird vom Vater zum Militärdienst nach Orenburg geschickt. Während der Übernachtung in Simbirsk nimmt Rittmeister Iwan Iwanowitsch Surin dem Grünschnabel am Billardtisch die stattliche Summe von 100 Rubeln ab. Saweljitsch gibt sich die Schuld. Hätte er nur das Kind rund um die Uhr beaufsichtigt!
Pjotr will schnurstracks nach Orenburg und hört nicht auf den erfahrenen Kutscher. Prompt kommen die drei Reisenden mitten in der Steppe in einen Schneesturm. Ein Wanderer führt sie in die nächste Herberge. Weil der Lebensretter recht sommerlich bekleidet ist, gibt Pjotr ihm ein Glas Branntwein aus und schenkt ihm seinen Hasenpelz. In Orenburg angelangt, schickt der dortige Kommandierende General ihn als Gardesergeanten an den Rand der Kirgisensteppe in die vierzig Werst entfernte Festung Belogorskaja.

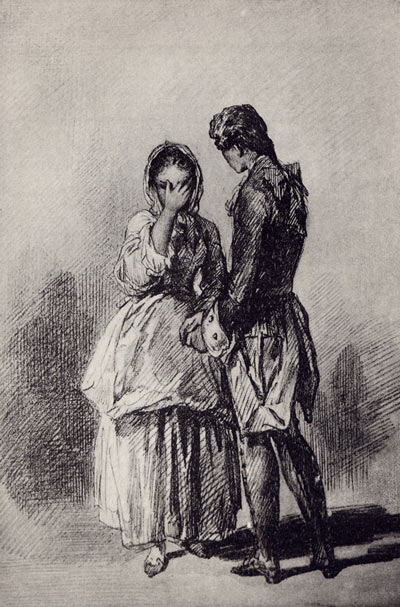
Pawel Sokolow um 1860: Mascha und Pjotr

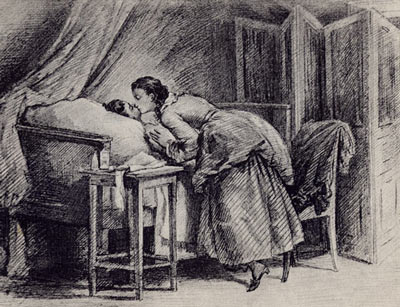
Pawel Sokolow: Mascha am Krankenbett von Pjotr

Die Festung – ein Dorf mit einem Bretterzaun umgeben – wird von Hauptmann Iwan Kusmitsch Mironow befehligt. Die Besatzung ist 130 Mann stark – die Kosaken nicht mitgerechnet. Zwanzig Jahre schon hält Mironow hinter seinem Zaun die Stellung gegen das „verdammte Heidenpack“, wie Mironows Ehefrau Wassilissa Jegorowna die Einheimischen nennt. Der junge Offizier Alexej Iwanytsch Schwabrin erzählt dem Ankömmling Pjotr kurzweilig über die Hauptmannsfamilie, zu der auch die Tochter Marja Iwanowna – Mascha genannt – gehört. Schwabrin war eines Zweikampfes wegen in die gottverlassene Festung strafversetzt worden.
Pjotr verliebt sich in Mascha. Nach einem erhitzten Wortgefecht fordert Schwabrin von Pjotr Satisfaktion. Maschas Mutter, die in der Festung das Sagen hat, kommt dahinter, kann aber letztendlich das Duell nicht vermeiden. Die beiden Duellanten schlagen sich ohne Sekundanten oder sonstige Zeugen. Während des Zweikampfes – Pjotr schlägt sich nicht schlecht – kommt Saweljitsch herzu und lenkt seinen Herrn ab, indem er ihn ruft. Schwabrin bekommt Gelegenheit zu einem Degenstoss in Pjotrs Brust unterhalb der rechten Schulter.
Pjotr wird im Hause der Hauptmannsfamilie gesundgepflegt. Schwabrin ist im Kornmagazin eingesperrt worden. Seinen Degen hat Maschas Mutter weggeschlossen. Pjotr gesteht Mascha seine Liebe. Diese wird erwidert. Das Paar will heiraten. Die briefliche Bitte um den Segen seines Vaters zu der Verbindung wird Pjotr abgeschlagen. Der Vater weiß von dem Duell, obwohl Saweljitsch es nicht verraten hat. Pjotr vermutet Schwabrin als Denunzianten, denn dieser hatte vor Pjotrs Ankunft von Mascha einen Korb bekommen. Nun scheint Schwabrin am Ziel seiner Wünsche, denn der Vater will Pjotr „in eine etwas entferntere Gegend versetzen lassen“, zeigt sich aber in einem weiteren Brief an Saweljitsch doch besorgt um seinen Sohn.
Der Raskolnik Jemeljan Pugatschow setzt sich im Jahr 1772 nach der Ermordung des allzu strengen russischen Generalmajors Traubenberg als falscher Zar Peter III. an die Spitze der Jaik-Kosaken, nimmt die 25 Werst von Belogorskaja entfernte Festung Nishneosjornaja ein und lässt dort alle russischen Offiziere erhängen. Hauptmann Mironow will einen gefangenen Baschkiren unter der Folter in tatarischer Sprache über die weiteren Absichten Pugatschows verhören lassen. Das erweist sich als unmöglich. Die Zunge des Baschkiren ist verstümmelt.
Die Festung Belogorskaja ist umzingelt, weshalb Mascha nicht nach Orenburg in Sicherheit gebracht werden kann. Puschkin kommentiert Pugatschows Angriff: „… die Garnison warf die Gewehre weg…“ Hauptmann Mironow wird erhängt und seine Ehefrau erschlagen. Mascha hat sich bei der Frau des Popen versteckt. Pugatschow begnadigt Pjotr, weil dieser ihm nach oben genannten Schneesturm seinen Hasenpelz geschenkt und somit vor dem Erfrieren bewahrt hat, und erlaubt ihm, die Festung zu verlassen. Schwabrin führt sich als Verräter auf und erhält von Pugatschow das Kommando über Belogorskaja. Mascha bleibt also in Schwabrins Gewalt. Pjotr will seine Braut befreien und in Orenburg den Entsatz der Festung Belogorskaja durchsetzen. Der Kommandierende General lehnt solch ein waghalsiges Unternehmen ab. Pjotr erhält in Orenburg aus der Festung Belogorskaja Nachricht: Schwabrin wolle Mascha zur Heirat zwingen. Pjotr will Mascha auf eigene Faust befreien. Unterwegs kommt er an Pugatschows Lager vorbei und teilt dem falschen Zaren die Befreiungsabsicht mit. Pugatschow beteiligt sich an der Befreiung der Braut Pjotrs, weil er das Glas Branntwein und den Hasenpelz nicht vergessen hat. Als Zar auftretend, schenkt er Mascha die Freiheit. Schwabrin rast vor Wut und setzt Pugatschow ins Bild: Mascha ist die Tochter Hauptmann Mironows.
Hat Pugatschow einmal jemanden die Freiheit geschenkt, so bleibt er dabei. Pjotr will Mascha zu seinen Eltern bringen. Unterwegs trifft er auf Rittmeister Surins Detachement. Pjotr bleibt bei der Truppe und schickt Saweljitsch mit Mascha zu seinen Eltern. Das ist ausführbar, denn Surin hatte den Weg dorthin von Aufständischen gesäubert.
Pugatschow wird geschlagen, entkommt jedoch nach Sibirien, sammelt Sträflinge um sich und wird dennoch gefangen genommen. Pjotr wird arrestiert und nach Kasan gebracht. Er ahnt den Grund: Es muss seine freundschaftliche Fahrt mit Pugatschow nach Belogorskaja gewesen sein.
Der Gefangene Schwabrin behauptet, der Unterleutnant Pjotr Grinjow sei von Pugatschow als Spion nach Orenburg geschickt worden. Schwabrin nennt Maschas Namen allerdings vor Gericht nicht. Pjotr verschweigt ebenfalls den Namen seiner Braut.

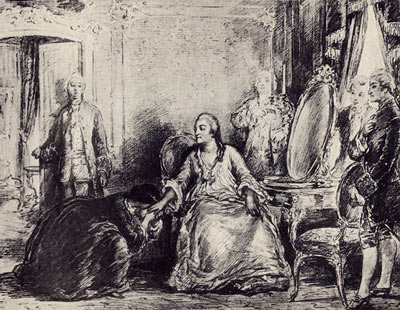
Pawel Sokolow: Mascha bei Katharina II.

Der Ich-Erzähler Pjotr Grinjow kennt den Rest seiner Geschichte nur vom Hörensagen. Seine Eltern gewinnen Mascha lieb. Da Pjotr nach Sibirien verbannt wurde, dringt Mascha bis zur Zarin vor, erzählt der Herrscherin die ganze Geschichte und findet ein offenes Ohr.

### Happy End
Der Herausgeber dieser Familienüberlieferungen fügt noch bei: Gegen Ende 1774 kommt Pjotr frei. Mascha und Pjotr heiraten. Ihre Nachkommen leben im Gouvernement Simbirsk.

## Verfilmungen
- 1928: Sowjetunion. Stummfilm: Die Hauptmannstochter. Szenarium: Wiktor Borissowitsch Schklowski.
- 1934: Frankreich, Tschechoslowakei: Die Wolga in Flammen. Regie und Drehbuch: Viktor Tourjansky.[6]
- 1947: Italien: Aufstand in Sibirien. Regie: Mario Camerini.[7]
- 1958: Italien: Sturm im Osten. Regie: Alberto Lattuada.[8]
- 1958: Sowjetunion: Die Hauptmannstochter. Regie: Wladimir Kaplunowski.[9]
- 1976: Sowjetunion, TV: Die Hauptmannstochter. Regie: Pawel Resnikow.
- 2000: Russland: Die russische Revolte. Regie: Alexander Anatoljewitsch Proschkin.[10]
- 2012: Italien: Die Hauptmannstochter. Regie: Giacomo Campiotti.[11]

## Rezeption
- Gogol: „Im Vergleich mit ihr [der Hauptmannstochter] sind alle unsere Romane und Novellen wie Zuckerwasser.“.[12]
- Puschkin stellt nicht das Großartige – hier die historische Persönlichkeit Pugatschow – in den Vordergrund, sondern bleibt auf „mittlerem“ Niveau; erzählt eine Familiengeschichte.[13] Mit Entwicklung dieser Form wirkt Puschkin bahnbrechend für solche russische Prosa wie Krieg und Frieden.[14]
- 9. März 2000 in der Zeit: Mein Jott! Eine schlicht bezaubernde Lektüre: Puschkin in neuer Übersetzung von Ilma Rakusa.

### Verwendete Ausgabe
- Die Hauptmannstochter. Deutsch von Arthur Luther. In: Alexander Sergejewitsch Puschkin: Romane und Novellen (Harald Raab (Hrsg.): Alexander Sergejewitsch Puschkin: Gesammelte Werke in sechs Bänden Band 4). Aufbau-Verlag, Berlin und Weimar 1973 (4. Aufl., 504 Seiten) S. 321–462.